# 蒙布雷站
蒙布雷站，是法国的一个铁路车站，位于法国马恩省的蒙布雷市镇范围内。

## 位置
蒙布雷站位于蒙布雷西部，埃佩尔奈-兰斯铁路正线上。车站大致呈南北走向，开口朝东。

## 车站概况
蒙布雷站是一个通勤乘降所，没有自动售票机及人工售票窗口，乘客需上车后主动购票或使用通勤卡。经过蒙布雷站的所有列车均经过兰斯站和埃佩尔奈站。
蒙布雷站附近的铁路为单线铁路，蒙布雷站只有一个侧式站台，通过一处小道与东侧的道路连接。

## 车站历史
蒙布雷站最初建于1849年，和埃佩尔奈-兰斯铁路同时投入使用。

## 停靠线路
以下列车线路在蒙布雷站停靠：
| 蒙布雷站列车线路表 |              |        |        |              |
| 线路               | 车种         | 上一站 | 下一站 | 大致运行频率 |
| 埃佩尔奈—兰斯      | 法国大区列车 | 里伊山 | 三井   | 每天4趟左右  |
| 1.                 |              |        |        |              |

## 配套交通

### 大巴车
蒙布雷站对应的大巴车上下车地点位于车站东侧。当某条铁路线施工或罢工时，SNCF会提供途径该线路沿途站点的大巴车。

### 市内交通
蒙布雷站附近没有任何城市公交线路。

## 临近车站
| 蒙布雷站（Gare de Montbré） |                    |          |
| 上行车站                    | 线路               | 下行车站 |
| 里伊山站                    | 埃佩尔奈－兰斯铁路 | 三井站   |